# جون تورينجتون
جون تورينجتون (بالإنجليزية: John Thorrington)‏ (17 أكتوبر 1979 بجوهانسبرغ في جنوب أفريقيا - ) هو لاعب كرة قدم أمريكي في مركز الوسط. شارك مع منتخب الولايات المتحدة تحت 20 سنة لكرة القدم ومنتخب الولايات المتحدة لكرة القدم. أما مع النوادي، فقد لعب مع باير 04 ليفركوزن ودي.سي. يونايتد وشيكاغو فاير وغريمسبي تاون وفانكوفر وايتكابس ومانشستر يونايتد وهدرسفيلد تاون.

## وصلات خارجية
- جون تورينجتون على موقع الاتحاد الدولي (مؤرشف)  (الإنجليزية)
- جون تورينجتون على موقع الدوري الأمريكي (الإنجليزية)
- جون تورينجتون على موقع قاعدة بيانات كرة القدم.إي يو (الإنجليزية)
- جون تورينجتون على موقع ناشيونال فوتبول تيمز (الإنجليزية)
- جون تورينجتون على موقع Soccerbase.com (لاعب) (الإنجليزية)